# K’ahk’ Chan Yopaat
K’ahk’ Chan Yopaat (zm. 20 stycznia 628) – władca Copán. Wstąpił na tron w 578 roku.